# Tatuí
Tatuí é um município brasileiro do estado de São Paulo, dá o nome à sua Microrregião e localiza-se na Mesorregião de Itapetininga e na Região Metropolitana de Sorocaba. Fundado em 11 de agosto de 1826, foi elevado a município em 20 de setembro de 1861. Antes dessa data, pertencia ao município de Itapetininga. Distante 131 km da capital, está a uma altitude de 645 metros, possuindo uma área de 525,44 km² e sua população, conforme o censo do IBGE de 2022, é de 123 942 habitantes. É reconhecida como "Capital da Música" por lei estadual.

## Topônimo
A palavra "Tatuí" é de origem tupi e significa "rio dos tatus" (dasipodídeos; clamiforídeos), através da junção dos termos tatu ("tatu") e  'y  ("água, rio") em relação genitiva. Para chegar na sua forma atual, o vocábulo nasceu "Tatuhuvú", passou para "Tatuhú", "Tatuhibi", "Tatuhy" e, finalmente, "Tatuí".

## História
É possível que no local houvesse uma importante concentração de índios tupiniquins, na confluência das bacias do Rio Sorocaba e Tatuhuvú (hoje Bairro do Barreiro). Nessa localidade, têm sido encontrados urnas funerárias pré-colombianas de índios tupiniquins.
Os primeiros povoadores de origem europeia da região foram os bandeirantes. Os primeiros povoadores se localizavam no bairro de São João do Benfica, onde construíram uma capela. Mais tarde, algumas pessoas mudaram-se para o sítio chamado de Tatuhuvu, atual localização da cidade. 
Em 1680, Pascoal Moreira Cabral e seu irmão Jacinto Moreira Cabral acompanharam o frei Pedro de Sousa em busca de metais nas explorações do Morro do Araçoiaba (hoje chamado de Morro do Ipanema), onde construíram uma capelinha em homenagem à Nossa Senhora Del Pópolo. Anos depois, os dois irmãos, junto com Manuel Fernandes e Martins Garcia Lumbria, autorizados por Carta Régia datada de 5 de fevereiro de 1682, levantaram a Fábrica de Ferro de Ipanema onde hoje está sediada a cidade de Iperó e fundaram a povoação de Nossa Senhora Del Popolo, que obteve o título de paróquia. Com a fundação da Usina de Ferro de Ipanema, uma ordem régia proibiu o corte de madeira por pessoas estranhas à fábrica.
Com ajuda de frades de São João do Benfica, que queriam ver a vila transposta para o território onde hoje se encontra a cidade, Tatuí teve sua demarcação realizada pela Câmara de Itapetininga e concluída em 11 de agosto de 1826, data que passou a ser adotada como de sua fundação. Elevada a vila em 13 de fevereiro de 1844, tornou-se cidade em 20 de julho de 1861 e Comarca de Tatuí em 7 de maio de 1877.
No começo do século XIX, muitos lavradores dirigiram-se para as terras da antiga sesmaria dos frades do Convento de Itu, às margens do Rio Tietê.
Em 1823, a cidade passou por um surto de progresso, passando a contar com 12 800 prédios na zona urbana e várias indústrias.
Tatuí foi fundada em 11 de agosto de 1826 pelo brigadeiro Manoel Rodrigues Jordão, um importante defensor da Independência do Brasil. Nesse dia, iniciou-se a divisão das terras doadas pelo brigadeiro Jordão para a criação da vila, que tinham o perímetro de 112,5 alqueires. Nos primeiros tempos, Tatuí não apresentava quase progresso, pois não possuía lavouras, vias de comunicação e comércio. Somente mais tarde, Antônio Rodrigues da Costa abriu uma estrada que ligava Tatuí à cidade de Porto Feliz, ajudando, assim, o desenvolvimento de Tatuí.
Logo, surgiu a Estrada de Ferro Sorocabana, inaugurada em 1884 e chegando em Tatuí o primeiro trem no mesmo ano. No dia 11 de julho de 1888, inaugurou-se a Estrada de Ferro Sorocabana, com estação em Tatuí. No dia 28 de janeiro de 1890, foi nomeada a Primeira Intendência, composta de Antônio Moreira da Silva, Nicola Magaldi, Francisco Carlos Baillot e José Pinto Moreira Drumond.
O primeiro grupo escolar da cidade, o João Florêncio, foi fundado em 1895. Nesse ano, também foi fundada a Santa Casa de Misericórdia. A energia elétrica chegou à cidade em 1909.
O Mercado Municipal da cidade foi inaugurado em 1914. O primeiro jornal da cidade foi "O Progresso de Tatuí", publicado a partir de 15 de julho de 1934.

## Geografia

### Hidrografia
- Rio Tatuí
- Rio Sarapuí
- Rio Sorocaba

## Demografia

### População
| Crescimento populacional                             | Crescimento populacional | Crescimento populacional | Crescimento populacional |
| Ano                                                  | População Total          |                          | %±                       |
| ---------------------------------------------------- | ------------------------ | ------------------------ | ------------------------ |
| 1872                                                 | 12 091                   |                          |                          |
| 1890                                                 | 24 774                   |                          | 104,9%                   |
| 1900                                                 | 22 962                   |                          | −7,3%                    |
| 1910                                                 | 24 578                   |                          | 7,0%                     |
| 1920                                                 | 28 125                   |                          | 14,4%                    |
| 1925                                                 | 29 571                   |                          | 5,1%                     |
| 1929                                                 | 24 108                   |                          | −18,5%                   |
| 1934                                                 | 31 863                   |                          | 32,2%                    |
| 1937                                                 | 26 266                   |                          | −17,6%                   |
| 1940                                                 | 25 490                   |                          | −3,0%                    |
| 1946                                                 | 31 724                   |                          | 24,5%                    |
| 1950                                                 | 29 431                   |                          | −7,2%                    |
| 1958                                                 | 33 578                   |                          | 14,1%                    |
| 1960                                                 | 31 702                   |                          | −5,6%                    |
| 1970                                                 | 39 760                   |                          | 25,4%                    |
| 1980                                                 | 55 467                   |                          | 39,5%                    |
| 1991                                                 | 76 816                   |                          | 38,5%                    |
| 2000                                                 | 93 430                   |                          | 21,6%                    |
| 2010                                                 | 107 326                  |                          | 14,9%                    |
| 2022                                                 | 123 942                  |                          | 15,5%                    |
| Est. 2024                                            | 128 560                  | [ 9 ]                    | 3,7%                     |
| Fontes: Censos Demográficos IBGE e Estimativas SEADE |                          |                          |                          |

## Política e administração
- Prefeito:  Miguel Lopes Cardoso Júnior
- Vice-prefeito: Marquinho de Abreu [13]
- Presidente da Câmara: Renan Cortez[14] ( 2025/2026)

## Economia
Atualmente, Tatuí, além das atividades agrícolas e de serviços, vem se destacando no campo industrial, atraindo novas indústrias, principalmente do ramo automotivo. É também conhecida como a cidade dos doces caseiros.

## Infraestrutura

### Comunicações
O sistema de telefones automáticos foi inaugurado na cidade pela Companhia Telefônica Brasileira (CTB) em 1970. Já o sistema de discagem direta à distância (DDD) foi implantado em 1975 pela Telecomunicações de São Paulo (TELESP) com o código de área (0152).
Na década de 90 o código DDD da cidade foi alterado para (015), para padronização do sistema telefônico com a telefonia celular que estava sendo implantada em todo o estado.

## Cultura e lazer
Tatuí foi uma das primeiras cidades do Estado de São Paulo a ser reconhecida como “Município de Interesse Turístico – MIT”, através da lei nº 16.429, de 31 de maio de 2017, sancionada pelo governador Geraldo Alckmin. A cidade é carinhosamente conhecida como “Cidade Ternura” por sempre acolher bem seus visitantes. Destaca-se também como “Capital da Música”, sendo reconhecida internacionalmente por seu renomado Conservatório Dramático e Musical “Dr. Carlos de Campos”. Além disso, Tatuí leva o título de “Terra dos Doces Caseiros”, especialmente pelos tradicionais doces de Abóbora, Batata Doce e Cidra, conhecidos como “ABC”. e possui uma rica e diversa cena cultural. 
O maior evento turístico da cidade é a Feira do Doce, que tem como objetivo fundamental promover o empreendedorismo entre os produtores de doces e divulgar Tatuí turisticamente como a “Terra dos Doces”. A Feira é o maior evento do gênero no interior paulista, oferecendo mais de 250 tipos de doces e atraindo um público anual de mais de 290 mil pessoas.
A cidade abriga diversos espaços culturais importantes, que se destacam por promover atividades artísticas e educativas, além de preservar o patrimônio cultural da região. Entre os principais espaços culturais estão:
- Biblioteca Municipal “Brigadeiro Jordão”
- Centro Cultural Municipal “Jornalista Vicente Ortiz de Camargo”
- CEU das Artes “Fotógrafo Victor Hugo da Costa Pires”,
- MIS - Museu da Imagem e do Som “Jornalista Renato Ferreira de Camargo”
- Museu Histórico “Paulo Setúbal”

Outros pontos de interesse turístico que enriquecem a experiência cultural em Tatuí incluem: Basílica Nossa Senhora da Imaculada Conceição, conhecida por sua arquitetura imponente; a histórica Capela de São João do Bemfica; o Complexo da Companhia de Fiação e Tecelagem São Martinho, um marco da industrialização nacional e a Estação Ferroviária, que preserva a memória do transporte ferroviário na cidade.

### Música
O Conservatório Dramático e Musical Doutor Carlos de Campos, o Conservatório de Tatuí, é a maior escola de música da América Latina e a mais tradicional do Brasil, mantido pela Secretaria de Estado da Cultura do Governo do Estado de São Paulo.

### Esportes
Tatuí conta com diversas equipes amadoras desportivas de futebol filiadas à Liga Tatuiana de Futebol, como:
- XI de Agosto;
- EC São Martinho;

Além do futebol, Tatuí conta com equipes de futsal, atletismo, natação, basquete, voleibol, futebol americano, rugby, tênis e campeonatos de Skate.
Além de sediar anualmente corridas de motocross e o rodeio.
Tatuí conta ainda com diversas academias de artes marciais, Além de vários clubes recreativos, como a Associação Atlética XI de Agosto, o Clube de Campo de Tatuí e o CAT-SESI Wilson Sampaio
Em 1945 a equipe de polo (esporte) do Esporte Clube São Martinho conquistou o título de campeão brasileiro na modalidade. Porém, atualmente, esse esporte não vem sendo praticado em Tatuí.

## Tatuianos ilustres
- Biografias de Tatuienses

## Religião
O Cristianismo se faz presente na cidade da seguinte forma:

### Igreja Católica
- A igreja faz parte da Diocese de Itapetininga.[39]

### Igrejas Evangélicas
Entre as igrejas protestantes históricas, pentecostais e neopentecostais, encontram-se na cidade:
- Assembleia de Deus Ministério do Belém.[42][43]
- Congregação Cristã no Brasil.[44]